# Graziano e Claudio Cicogna
Graziano Cicogna (Milano, 17 giugno 1936 – 26 gennaio 1994) e 
Claudio Cicogna (Perugia, 26 febbraio 1943 – Mariano Comense, 9 marzo 2005) furono due fumettisti italiani.

## Vite e carriere
Graziano, insegnante con la passione per il fumetto, nei primi anni settanta entra a far parte della Casa Editrice Universo di Milano, scrivendo soggetti e sceneggiature in coppia con il fratello minore Claudio, giovane scrittore con in curriculum un romanzo pubblicato per De Vecchi Editore, La battaglia delle Midway (1971).
Lasciato l'insegnamento, Graziano entra a tempo pieno a far parte della redazione della Universo, e nel 1976 diventa vicedirettore delle testate Intrepido, Il Monello e Albo tv. 
Fra i vari personaggi creati dai fratelli Cicogna spicca Sorrow, protagonista degli albi omonimi pubblicati per quasi un decennio (1976-1985), disegnato da un giovane Giovanni Freghieri con le fattezze di Humphrey Bogart.
I fratelli Cicogna sono inoltre i creatori di Doting Doug, serie ospitata dalla testata BLIZ (ideata da Graziano Cicogna) dal 1977 al 1982, avvalendosi della mano di Mario Cubbino come disegnatore. Altre serie di notevole successo da loro ideate sono state Mister Kappa e Western Family (1977-1981).
Graziano Cicogna vanta inoltre una breve collaborazione a cavallo degli anni 1984-1986 con la edizioni CEPIM (la futura Sergio Bonelli Editore), essendo coautore di alcuni albi di Mister No.
Graziano subisce un intervento al cuore, da cui pare riprendersi. Affetto da depressione, muore per scompenso cardiaco, a 57 anni, il 26 gennaio 1994.
Dopo la morte del fratello, Claudio si dedica alla scrittura di fotoromanzi per le testate della casa editrice Lancio e per il periodico Grand Hotel.
Claudio Cicogna muore il 9 marzo 2005 all'età di 62 anni a causa di un male incurabile, lasciando la moglie Annamaria e il figlio Francesco.